# Парсифаль (опера)
«Па́рсифаль» (нем. Parsifal) — музыкальная драма Рихарда Вагнера (WWV 111) в 3 актах, на собственное либретто. Последняя опера композитора. Премьера состоялась в 1882 году в Байройте. Вместе с другими произведениями композитора оказала влияние на эстетику символизма.

## Общие сведения
Торжественная сценическая мистерия (Bühnenweihfestspiel) в трёх актах.
Либретто Рихарда Вагнера.
Место действия: Испания
Продолжительность около 4 ч.

## История создания
Тему и образы для создания своей музыкальной драмы Вагнер заимствовал из стихотворного рыцарского романа Вольфрама фон Эшенбаха «Парцифаль» начала XIII века, а также различных легенд Артуровского цикла. Но, как всегда, композитор существенно переработал первоисточник, так что его либретто имеет самостоятельное литературное значение. При создании окончательной версии сочинения автор «полностью отошёл от Эшенбаха». А. А. Гозенпуд отметил, что некоторыми чертами Парсифаль напоминает юного Зигфрида его одноимённой оперы.
Первый набросок под названием «Парцифаль» был создан Вагнером в 1857 году, хотя интерес к теме Грааля возник у него значительно раньше, во время работы над «Лоэнгрином». К сочинению музыки композитор приступил в 1877 году, в январе 1882 года была полностью завершена партитура. С начального замысла до его воплощения на сцене прошло 37 лет. В своей последней опере композитор продолжил разрабатывать тему контраста «демонического и светлого, чувственного и духовного», исследование которой было начато в «Тангейзере» и «Лоэнгрине» и продолжено в «Кольце нибелунга». Идею произведения Христина Батюшина (Стрекаловская) выразила следующими словами: «„Парсифаль“ — это история о том, как один человек может спасти другого и тем самым спастись сам. Как из состояния полного отчуждения и равнодушия к чужой жизни и чужой боли человек может перейти в состояние тотальной эмпатии, когда чья-то боль переживается как своя и тем самым берётся на себя. Как эта сострадательность спасает из ловушки эгоизма и делает из простеца мудреца». С одной стороны, итоговое произведение Вагнера стало исключительным опусом всей его творческой жизни, продолжив линию «Кольца нибелунга», но обогатив её опытом «Тристана и Изольды» и «Нюрнбергских мейстерзингеров», с другой — подвело итог столетней истории немецкого романтизма.
В «Заключении» обзора оперы Э. де Морсье писала, что «Парсифаль» захватывает дух, овладевает им и очаровывает его, поскольку поднимает фундаментальные жизненные проблемы, и именно поэтому побуждает и всегда будет побуждать к дискуссиям, критике, будет вызывать как злобу, так и страстную восхищённость. Или же в переводе баронессы Н. И. Розен: по меткому выражению Эмилии де Морсье, является произведением, «захватывающим самые глубокие тайники души и разума».

## Действующие лица
- Амфортас (Amfortas), король Грааля (баритон)
- Титурель (Titurel), его отец (бас)
- Гурнеманц (Gurnemanz), рыцарь Грааля (бас)
- Парсифаль (Parsifal) (тенор)
- Кундри (Kundry) (сопрано или меццо-сопрано)
- Клингзор (Klingsor), злой волшебник (бас)
- Четыре пажа (тенора и альты)
- Девушки-цветы (сопрано и альты)
- Голос из вышины (альт)
- Хор: рыцари Грааля, юноши и мальчики, девушки-цветы.

## Краткое содержание
Через страдание к знанию, от знания к состраданию, через сострадание — к любви.

### Первое действие
События данной сцены происходят в окрестностях замка Монсальват.
Осень. Утро в лесу. Гурнеманц и рыцари Грааля спят под деревом. Гурнеманц просыпается и будит рыцарей, все погружаются в молитву. На носилках в сопровождении рыцарей и оруженосцев выносят для омовения короля Амфортаса, страдающего от неисцелимой раны. Верхом на лошади стремительно приближается женщина в грубой одежде с развевающимися волосами — Кундри. Она передаёт принесённый издалека волшебный бальзам для Амфортаса и падает на землю без сил. Однако бальзам не помогает королю; он на носилках продолжает свой путь к озеру. Рыцари называют Кундри язычницей и колдуньей, но Гурнеманц защищает её — служением она искупает свои грехи, каковы бы они ни были.
Старый рыцарь Грааля рассказывает о том, как некогда король Титурель стал хранителем двух святых реликвий — чаши, из которой пил Христос во время Тайной вечери, и копья, пронзившего Его на кресте. Наследник Титуреля, Амфортас, вооружённый священным копьём, однажды отправился покарать грешного волшебника Клингзора, который не был допущен в братство Грааля и всячески мстил рыцарям. Колдун, имеющий власть над Кундри, послал её соблазнить Амфортаса и сумел овладеть священным копьём, которым нанёс молодому королю неисцелимую рану. Согласно пророчеству, её сможет исцелить только «чистый простец, прозревший через сочувствие и раскаяние».
Рассказ Гурнеманца прерывает появление рыцарей, ведущих юношу, который подстрелил из лука лебедя. Гурнеманц упрекает его в нарушении закона — в землях Грааля даже животные священны, и любая охота запрещена; юноша в раскаянии ломает свой лук. Он ничего не может сказать о себе, не знает ни имени своего отца, ни места своего рождения, ни даже своего собственного имени. Он помнит только свою мать, с которой жил в лесу и покинул её, последовав за странствующими рыцарями и желая стать похожим на них. Кундри сообщает, что Парсифаль не виноват, он нарушил закон по незнанию. Его мать, королева Герцелойда (Херцелейда; Херцеляйде (Сердечная мука))), специально вырастила его в полном неведении, надеясь таким образом уберечь его от участи его отца, короля Гандина (Гамурета), погибшего в сражении. Гурнеманц надеется, что нашёл в нём «чистого простеца», который исцелит и спасет Амфортаса, и ведёт в замок.
Лес медленно исчезает; слышится колокольный звон. Гурнеманц и Парсифаль входят в огромный зал замка. Торжественно движется процессия рыцарей, вносится чаша под покрывалом. Титурель требует от сына совершить обряд причастия, но всякий раз при снятии покрывала со священного сосуда открывается рана Амфортаса, доставляя ему жестокие страдания: его терзает рана, а ещё больше — сознание греха. Вместе с тем этот обряд — единственное, что поддерживает жизнь в Титуреле, отце Амфортаса. Наконец он решается снять покров с чаши. Темнеет; луч света освещает сияющий Грааль. Амфортас поднимает чашу, рыцари причащаются, прославляя таинство. Парсифаль не понимает смысла церемонии и стенаний Амфортаса, кричащего от боли, все происходящее вызывает у него лишь смутные эмоции, и разочарованный Гурнеманц изгоняет его из храма: «Ты недостоин быть рыцарем Грааля».
В сей раз мечта Парсифаля быть посвящённым в рыцари не сбылась из-за отсутствия сострадания и непонимания ритуала, но среди молчания, воцарившегося при явлении Грааля, небесный голос повторяет мистическое обещание:

| Durch Mitleid wissend Der reine Thor Harre sein! Э. Шюре. 2007 | Умудрённый жалостью, Чистый сердцем, с простой душой Принесёт тебе освобождение Вольный перевод Э. Шюре фрагмента вагнеровского либретто |

### Второе действие
Волшебный замок Клингзора. Маг сидит перед зеркалом. Заклинаниями он пробуждает Кундри: она должна соблазнить Парсифаля (как когда-то Амфортаса), который, преодолевая все препятствия, приближается к замку. Кундри тщетно пытается сопротивляться, она находится под властью Клингзора. Она некогда осмеяла Христа во время его крестного пути и с тех пор обречена на всё новые и новые перерождения, тщетно пытаясь искупить свой грех.
Перед Парсифалем возникает волшебный сад с прекрасными девами-цветами, которые пытаются очаровать рыцаря. Самая прекрасная — Кундри — спешит удалить их, и ей удаётся привлечь внимание Парсифаля. От неё он узнает, кто он: она впервые называет его по имени, рассказывает ему о прошлом, о смерти матери, в которой отчасти Парсифаль может обвинить себя. Кундри обещает Парсифалю, что его горе утешит поцелуй любви, который она передаст ему от его матери. Кундри целует его, но вместо того чтобы оказаться в её власти, Парсифаль прозревает — внезапно его обжигает осознание страданий Амфортаса, он вспоминает о его ране и отталкивает Кундри, отказываясь от обещанной ею страсти. Отвергнутая, она проклинает Парсифаля, говоря, что он не найдёт пути к Амфортасу, и зовёт Клингзора, который бросает в Парсифаля священное Копье, но оно застывает в воздухе над его головой. Юноша прочерчивает Копьем знак креста, и сад превращается в пустыню. Заклятие, наложеное на Кундри, также снято. «Ты знаешь, где сможешь опять найти меня!» — говорит ей Парсифаль, после чего спешит к Амфортасу.

### Третье действие
Весенний день. В окрестностях замка Грааля Гурнеманц, в одежде отшельника, находит Кундри в тяжёлом сне. Он приводит её в чувство и замечает, что её облик и поведение изменились, она уже не порывистая дикарка. Кундри смиренна. Между тем появляется молчаливый рыцарь в тёмных латах. Неизвестный рыцарь оказывается Парсифалем, он рассказывает, как добыл священное копьё и с каким трудом нашёл дорогу назад. Гурнеманц в свою очередь сообщает о том, что Амфортас, стремясь к смерти, отказался проводить священный обряд открытия Чаши, жизнь братства замерла, а Титурель, лишенный созерцания животворной святыни, скончался. Только сегодня, на погребении Титуреля, Амфотрас решил провести обряд в последний раз. Гурнеманц узнает Святое Копье. Кундри бросается на колени перед Парсифалем, льёт ему на ноги миро и отирает их своими волосами; Гурнеманц посвящает его в короли Грааля. Кундри принимает от него крещение. Парсифаль удивлён необычайной красотой природы, и Гурнеманц рассказывает ему о чуде Святой Пятницы. Потом они втроём идут к замку.
Рыцари собираются на последнее причастие, но Амфортас вновь отказывается провести обряд, доставляющий ему столько страданий и просит рыцарей убить его. Парсифаль исцеляет священным копьём рану Амфортаса и снимает покрывало с Грааля: чаша сияет в его руках. Белая голубица слетает из-под купола храма и реет над головой Парсифаля. Кундри обретает покой и прощение. Искупление свершилось.

## История исполнений
Премьера «Парсифаля» состоялась 26 июля 1882 г. в рамках Байройтского фестиваля. Дирижировал Герман Леви, главные партии исполняли Герман Винкельман (Парсифаль), Амалия Матерна (Кундри), Теодор Райхман (Амфортас), Эмиль Скариа (Гурнеманц), Карл Хилль (Клингзор), Август Киндерман (Титурель). В течение последующего месяца опера была представлена там же ещё 15 раз, и на последнем, шестнадцатом представлении композитор в финальной сцене заменил Леви за дирижёрским пультом.
По завещанию Вагнера «Парсифаль» мог исполняться исключительно в Байройте — как по финансовым соображениям (так Вагнер мог быть уверен, что вырученные от постановки средства попадут к его семье), так и по идейным причинам (композитор желал, чтобы в «Парсифале» сохранилось мистическое содержание и спектакль не превращался в чистое развлечение). В 1884 и 1885 гг. опера частным порядком исполнялась в Мюнхене для короля Людвига II. Кроме того, после смерти Вагнера наследники разрешили концертное исполнение оперы за пределами Байройта, и такие исполнения состоялись в Лондоне (1884), Нью-Йорке (1886) и Амстердаме (1894). В 1903 г. нью-йоркская Метрополитен-опера добилась судебного решения о том, что в США запрет Вагнера не имеет юридической силы, и с сенсационным успехом представила «Парсифаль» в Нью-Йорке, пригласив для постановки многих немецких музыкантов с опытом выступлений в Байройте (впрочем, дирижёр Феликс Мотль, пять месяцев репетировавший спектакль, в последний момент отказался от участия в нём, и дирижировал вместо него Альфред Герц). Козима Вагнер запретила им всем когда-либо выступать на байройтской сцене (правда, исполнитель заглавной партии Алоис Бургшталлер спустя пять лет был прощён).
Срок действия вагнеровского запрета истекал 1 января 1914 года, и перед этим в Германии развернулось «Движение в защиту Парсифаля» (нем. Parsifalschutz-Bewegung) с требованием сохранить прежнее положение вещей. Музыкальный критик Август Пюрингер инициировал обращение к Рейхстагу в целях принятия на этот счёт специального закона; петиция собрала 18 тысяч подписей, но была отклонена. В результате по всей Европе в новогоднюю ночь 1914 года был осуществлён ряд постановок «Парсифаля» (спектакль в театре «Лисео» в Барселоне считается первой из них, поскольку Барселона располагается в предыдущем часовом поясе, так что тамошний спектакль начался на час раньше). В первые же месяцы 1914 года опера с аншлагом прошла в 40 оперных театрах по всему миру.
В России опера впервые была представлена в Санкт-Петербурге на русском языке 21 декабря 1913 года в Народном доме Николая II. После первого концертного показа опера исполнялась также концертно в Петрограде в Театре музыкальной драмы в 1914 году. Возобновлённая премьера состоялась много лет спустя 11 мая 1997 года в Мариинском театре на немецком языке. По данным Х. Стрекаловской, в настоящее время «Парсифаль» в России можно услышать только в Петербурге. В России 1913 года «Парсифаль» исполнялся и в полном оперном формате, чему есть соответствующие фотодокументы.

## Избранные аудиозаписи
- 1927—28 — Дир. Карл Мук; солисты: Готхельф Пистор (Парсифаль), Людвиг Хофман (Гурнеманц), Корнелиус Бронсгест (Гурнеманц); оркестр Берлинской государственной оперы / оркестр Байрёйтского фестиваля (отрывки).

(далее солисты даются в следующем порядке: Парсифаль, Кундри, Амфортас, Гурнеманц, Титурель, Клингзор)
- 1938 — Дир. Артур Боданцки и Эрих Лайнсдорф; солисты: Лауриц Мельхиор, Кирстен Флагстад, Фридрих Шорр, Эмануэль Лист, Норман Кордон, Арнольд Габор; оркестр Метрополитен-опера.
- 1950 — Дир. Витторио Гуи; солисты: Африко Балделли, Мария Каллас, Роландо Панераи, Борис Христов, Димитрий Лопатто, Джузеппе Модести; оркестр Итальянского радио (RAI Roma), на итальянском языке.
- 1951 — Дир. Ханс Кнаппертсбуш; солисты: Вольфганг Виндгассен, Марта Мёдль, Джордж Лондон, Людвиг Вебер, Арнолд ван Милл, Герман Уде; оркестр Байрёйтского фестиваля.
- 1962 — Дир. Ханс Кнаппертсбуш; солисты: Джесс Томас, Айрин Дэлис, Джордж Лондон, Ханс Хоттер, Мартти Талвела, Густав Найдлингер; оркестр Байрёйтского фестиваля.
- 1971—72 — Дир. Георг Шолти; солисты: Рене Колло, Криста Людвиг, Дитрих Фишер-Дискау, Готлоб Фрик, Ханс Хоттер, Золтан Келемен; Венский филармонический оркестр.
- 1979—80 — Дир. Герберт фон Караян; солисты: Петер Гофман, Дуня Вейцович, Жозе ван Дам, Курт Молль, Виктор фон Халем, Зигмунд Нимсгерн; Берлинский филармонический оркестр.
- 1980 — Дир. Рафаэль Кубелик; солисты: Джеймс Кинг, Ивонн Минтон, Бернд Вайкль, Курт Молль, Матти Салминен, Франц Мазура; симфонический оркестр Баварского радио.
- 1989—90 — Дир. Даниэль Баренбойм; солисты: Зигфрид Ерузалем, Вальтрауд Майер, Жозе ван Дам, Маттиас Хёлле, Джон Томлинсон, Гюнтер фон Каннен; Берлинский филармонический оркестр.
- 2008 — Дир. Валерий Гергиев; солисты: Гари Леман[англ.], Виолета Урмана, Евгений Никитин, Рене Папе, Алексей Тановицкий, Николай Путилин.

## Избранные видеозаписи
Солисты даются в следующем порядке: Парсифаль, Кундри, Амфортас, Гурнеманц, Титурель, Клингзор:
- 2012 — Реж. Штефан Херхайм; дир. Филипп Жордан; солисты: Буркхард Фриц, Сьюзан Маклин, Детлеф Рот, Квангчул Юн, Жиогенес Рандес, Томас Йесатко, Байройтский фестиваль.
- 2013 — Реж. Франсуа Жирар; дир. Даниэле Гатти; солисты: Йонас Кауфман, Катарина Далайман, Питер Маттеи, Рене Папе, Руни Браттаберг, Евгений Никитин, Метрополитен-опера.
- 2013 — Реж. Александр Польцин; дир. Кристиан Тилеман; солисты: Йохан Бота, Михаэла Шустер, Вольфганг Кох, Стефен Миллинг, Милчо Боровинов, Вольфганг Кох, Дрезденская государственная капелла, Зальцбургский пасхальный фестиваль.
- 2018 — Реж. Пьер Оди; дир. Кирилл Петренко; солисты: Йонас Кауфман, Нина Штемме, Кристиан Герхаэр, Рене Папе, Балинт Сабо, Вольфганг Кох, Баварская государственная опера.

## В астрономии
В честь главной героини оперы Рихарда Вагнера назван астероид (553) Кундри, открытый в 1904 году.